# Tanofloden
Tano eller Tanofloden (fransk: Rivière Tano) er en flod der løber i Ghana. Den løber 400 kilometer fra en by kaldet Traa, en forstad til Techiman, hovedstaden i Bono East Regionen, til Ehy lagunen, Tendo lagunen og endelig Aby  lagunen iElfenbenskysten, hvorfra den er forbundet med Atlanterhavet . Floden udgør de sidste par kilometer af den internationale landegrænse mellem Ghana og Elfenbenskysten.
Bonofolkets lokale overbevisninger hævder, at Taakora, den højeste af Bono-guderne på Jorden, bor ved flodens kilde.
De sidste par eksemplarer af Miss Waldrons Røde Colobus (Piliocolobus badius waldronae), en af de mest truede primater i verden, menes at leve i skoven mellem floden og Ehy lagunen. Fra midten af 2008 er dette område udpeget til  at blive fældet  af Unilever, for at  erstatte det med oliepalmeplantager.
I januar 2020 styrtede en lastbil lastet med en stor mængde  svovlsyre i Tano-floden, og folk blev rådet til ikke at drikke vandet på grund af forurening. Floden er dog siden blevet genoprettet til sin naturlige tilstand.